# Pseudanthias charleneae
Pseudanthias charleneae es una especie de peces de la familia Serranidae en el orden de los Perciformes.

## Morfología
• Los machos pueden llegar alcanzar los 7,5 cm de longitud total.

## Hábitat
Es un pez  de mar que vive entre 40-56 m de profundidad.

## Distribución geográfica
Se encuentran en Indonesia.